# Francisco Fernández Caro
Francisco Fernández Caro (Caravaca de la Cruz, 1760 - 1841) fue un escultor e imaginero español activo entre fines del siglo XVIII y la primera mitad del siglo XIX. Probablemente discípulo de Salzillo, su estilo oscila entre el recuerdo de la tendencia sentimental y virtuosística de este y otras líneas más clasicistas o académicas. Destaca la Inmaculada en la iglesia del Salvador de su localidad natal, de mayor sentido decorativo que propiamente expresivo.
Además, hizo otras muchas obras perdidas en el transcurso de la guerra civil española, como el antiguo cristo resucitado de la Parroquia de Ntra. Sra. del Rosario de Bullas o su antigua talla de Ntra. Sra. del Rosario, patrona del pueblo, la cual se le atribuye.  